# Vitex impressinervia
Espèce
Vitex impressinervia est une espèce de plantes à fleurs de la famille des Lamiacées et du genre Vitex. C'est un arbuste endémique du Cameroun.

## Distribution
L'isotype collecté le 22 juillet 1911 par Mildbraed dans la forêt à 45 km à l'est de Grand Batanga, dans la région du Sud, est conservé à l'herbier de Hambourg.